# Горинское (Тутаевский район)
Горинское — деревня в Тутаевском районе Ярославской области. Входит в Чёбаковское сельское поселение.
Расположена в 15 км к югу от Тутаева и в 13 км к северо-западу от окраин Ярославля (24 км от центра).
Деревня расположена на естественной возвышенности на водоразделе рек Печегда и Пажица. На севере, востоке и юге в полукилометре от деревни расположен лес, на западе рядом находится малая деревня Константиново.
В 1,5 км к западу проходит автодорога Тутаев — Никульское. Ближайшая ж.-д. станция Чёбаково (на линии Ярославль — Рыбинск) находится в 3 км к северу.
| 2007 | 2010 |
| ---- | ---- |
| 1    | ↗17  |

Улицы: Дачная, Ореховая, Светлая.